# 23788 Cofer
23788 Cofer là một tiểu hành tinh vành đai chính với chu kỳ quỹ đạo là 1262.7625836 ngày (3.46 năm).
Nó được phát hiện ngày 17 tháng 8 năm 1998.